# HKS Lublin
HKS Lublin – polski klub piłkarski z siedzibą w mieście Lublin, działający w latach 1922–1924.

## Historia
Chronologia nazw:
- 1922: K.S. [Klub Sportowy] Grot Lublin
- 1923: H.K.S. [Harcerski Klub Sportowy] Lublin
- 1924: klub rozwiązano

Klub Sportowy Grot został założony w Lublinie w 1922 roku przez członków miejscowego Związku Harcerskiego. W 1922 roku drużyna zadebiutowała w rozgrywkach inauguracyjnego sezonu Lubelskiego Okręgowego Związku Piłki Nożnej (LOZPN) w Klasie C. W 1923 klub zmienił nazwę na H.K.S. i do 1924 występował w Klasie C. W tabelach klasy C z 1926 r. zespół już nie figuruje, stąd wniosek, że sekcja piłki nożnej w klubie zaprzestała swoją działalność. Inne sekcje HKS funkcjonowały nawet po II wojnie światowej.

## Sukcesy

### Trofea międzynarodowe
Nie uczestniczył w rozgrywkach europejskich (stan na 31-05-2024).

### Trofea krajowe
| \| \| Zdobyte trofea w rozgrywkach Polski (stan na: 31-05-2024) \| |                                                           |      |          |
| Rozgrywki                                                          | Osiągnięcie                                               | Razy | Sezon(y) |
| Mistrzostwo                                                        | I miejsce                                                 | 0    |          |
| Mistrzostwo                                                        | II miejsce                                                | 0    |          |
| Mistrzostwo                                                        | III miejsce                                               | 0    |          |
| Puchar                                                             | zdobywca                                                  | 0    |          |
| Puchar                                                             | finalista                                                 | 0    |          |
| II liga                                                            | I miejsce                                                 | 0    |          |
| II liga                                                            | II miejsce                                                | 0    |          |
| II liga                                                            | III miejsce                                               | 0    |          |
| Polska                                                             | Zdobyte trofea w rozgrywkach Polski (stan na: 31-05-2024) |      |          |

- Lubelska Klasa C
  - 4.miejsce (1): 1922

## Poszczególne sezony

### Rozgrywki międzynarodowe

#### Europejskie puchary
Klub nie uczestniczył w rozgrywkach europejskich.

### Rozgrywki krajowe
| \| Polska \| Bilans występów klubu w rozgrywkach piłkarskich Polski (Stan na 31 maja 2024 r.) \| \| |                                                                                  |        |       |   |   |   |    |    |     |           |        |        |      |
| Poziom                                                                                              | Rozgrywki                                                                        | Sezony | Mecze | Z | R | P | B+ | B– | Pkt | Lata      | Awanse | Spadki | Naj. |
| I                                                                                                   | Liga                                                                             | 0      |       |   |   |   |    |    |     |           |        |        |      |
| II                                                                                                  | Klasa A / Liga Okręgowa                                                          | 0      |       |   |   |   |    |    |     |           |        |        |      |
| III                                                                                                 | Klasa B / Klasa A                                                                | 0      |       |   |   |   |    |    |     |           |        |        |      |
| IV                                                                                                  | III liga / Klasa C / Klasa B                                                     | 3      |       |   |   |   |    |    |     | 1922–1924 | 0      | 0      | 3    |
| | Puchar Polski                                                                    | 0      |       |   |   |   |    |    |     |           |        |        |      |
| Polska                                                                                              | Bilans występów klubu w rozgrywkach piłkarskich Polski (Stan na 31 maja 2024 r.) |        |       |   |   |   |    |    |     |           |        |        |      |

## Struktura klubu

### Stadion
Klub nie miał swojego stadionu. Drużyna rozgrywała swoje mecze domowe w Lublinie na stadionie przy ul. Okopowej, który był terenem należącym do wojska poprzez Urząd Wychowania Fizycznego i Przysposobienia Obronnego. 

## Kibice i rywalizacja z innymi klubami

### Derby
- AZS Lublin (Sparta)
- Hakoah Lublin
- Jardenia Lublin (Szomryja)
- KS Lublinianka
- Makkabi Lublin
- Sokół Lublin
- Strzelec Lublin
- WKS Lublin